# Колонія-Міке
Колонія-Міке (рум. Colonia Mică) — село у повіті Тіміш в Румунії. Адміністративно підпорядковане місту Феджет.
Село розташоване на відстані 341 км на північний захід від Бухареста, 75 км на схід від Тімішоари.

## Населення
За даними перепису населення 2002 року у селі проживали 202 особи. Рідною мовою 198 осіб (98,0%) назвали румунську.
Національний склад населення села:
| Національність | Кількість осіб | Відсоток |
| -------------- | -------------- | -------- |
| румуни         | 194            | 96,0%    |
| угорці         | 6              | 3,0%     |